# Alunelul
Alunelul is een bekende Roemeense volksdans die afkomstig is van de regio Oltenië. Het woord 'Alunel' betekent 'kleine hazelnoot'. De Alunel is erg simpel, en wordt daarom vaak aan beginners en kinderen geleerd. Er zijn meerdere varianten, zoals de Alunelul Copiilor (kleine hazelnoot van de kinderen). Er is ook een tekst die gezongen wordt tijdens de uitvoering van de Alunelul:
Alunelul, alunelul hai la joc,
să ne fie, să ne fie cu noroc!
Cine-n hora o să joace
mare, mare se va face.
Cine n-o juca de fel
va rămâne mititel.
Alunelul, alunelul hai la joc,
să ne fie, să ne fie cu noroc!
Joacă joacă tot pe loc,
să rasar, a busuioc.
Joacă joacă tot așa,
joacă și nu te lăsa.